# 낭만닥터 김사부 2
《낭만닥터 김사부 2》는 2020년 1월 6일부터 2020년 2월 25일까지 방송된 SBS 월화 드라마이다. 한때 신의 손이라 불렸던 괴짜 천재 의사 김사부와 노력형 공부천재 그리고 시니컬한 타고난 수술천재 외과 펠로우 2년차들이를 만나게 되면서 인생의 진짜 낭만을 배워가는 내용을 그렸다. 한석규가 닥터 김사부(부용주) 역으로 분하였으며, 이성경, 안효섭, 김주헌 등이 출연하였다.
김사부사랑해요

## 제작

### 제작사
- 삼화네트웍스

### 제작자
- 안제현
- 신상윤

### 연출
- 유인식
- 이길복

### 극본
- 강은경

## 등장 인물
- (†) 표시는 드라마 상에서 최종적으로 사망한 인물이다.

### 주요 인물
- 한석규: 닥터 김사부, 부용주 역 - 돌담병원 외과 과장.
- 안효섭: 서우진 역(아역: 임재하) - GS(일반외과) 2년 차 펠로우.
- 이성경: 차은재 역 - CS(흉부외과) 2년 차 펠로우, 한 때 수술 울렁증을 가지고 있었음
- 김주헌: 박민국 역 - 돌담병원 신임 원장, GS(일반외과) 전문의

### 돌담병원 사람들
- 신동욱: 배문정 역 - OS(정형외과) 전문의, 일명 뼈쌤
- 윤나무: 정인수 역 - EM(응급의학과) 전문의
- 소주연: 윤아름 역 - EM(응급의학과) 4년 차 전공의
- 변우민: 남도일 역 - 프리랜서 마취과 담당의
- 임원희: 장기태 역 - 돌담병원 행정실장
- 진경: 오명심 역 - 돌담병원 수간호사
- 김민재: 박은탁 역 - 돌담병원 남자 간호사
- 이규호: 미스터 구 역 - 구황우. 돌담병원 남자 간호사
- 정지안: 엄현정 역 - 돌담병원 여자 간호사
- 윤보라: 주영미 역 - 돌담병원 여자 간호사

### 박민국의 스텝들(거대병원)
- 고상호: 양호준 역 - 외과의
- 박효주: 심혜진 역 - 마취과 담당의
- 배명진: 허영규 역 - 외과 PA(전담 간호사)
- 최진호: 도윤완 역 - 거대재단 이사장
- 장혁진: 송현철 역 - 거대재단 외상센터장
- 천소라: 박민국 간호사 역

### 그 외 인물
- 신동력: 김일중 역 - EM(응급의학과) 과장
- 이호철: 사채업자 역
- 임철수: 사채업자 역
- 박종환: 임현준 역 - 삼진병원 내부 고발 사건으로 우진과 악연으로 얽혀 있는 선배
- 김가영: 가족동반자살 피해자 수진과 승찬의 어머니 역
- 김종태: 오동식 교수 역 - CS(흉부외과) 전문의
- 이지현: 최순영 대원의 어머니 역
- 권혁수: 류웅일 국방 장관 역
- 이민웅: 류웅일 국방 장관의 아들 역
- 전석찬: 최 기자 역
- 이지하: 은재의 어머니 역
- 미상: 조직폭력배 두목 수철 역
- 김동현: 가정 폭력 가해자 남편
- 체리쉬 마닝앗: 가정 폭력 피해자 아내 역
- 김진: 최순영 역 †- 119 구급대원
- 강유석: 무기수 역
- 우현주: 무기수의 어머니 역
- 배덕철: 교도관 역
- 황재열: 고 형사 역
- 곽자형: 조직폭력배 역
- 이성우: 조직폭력배 역
- 선율우: 조직폭력배 역
- 최성환: 조직폭력배 역
- 최홍일: 공장 관리 소장 역
- 김서원: 이동우 역 - 다리 절단사고 환자
- 고서희: 승혜 역 - 이동우의 아내
- 정현준: 이준영 역 - 이동우의 아들
- 박기륭: 이사 역

### 특별 출연
- 김홍파: 여운영 역 † - 돌담병원 원장
- 주현: 신 회장 역 † - 거대재단 전 이사장
- 손상연: 강익준 역 - 박민국의 VIP 환자
- 양세종: 도인범 역 - 도윤완의 아들. 돌담병원 전직 의사
- 서영: 주 지배인 역 - 신 회장의 오른팔
- 정보석: 배문정의 아버지 역
- 김혜은: 신현정 역 - 신 회장 딸

## 촬영지
- 한림대학교 동탄성심병원 - 거산대학교병원
- 계명대학교 성서캠퍼스
- 산정호수가족호텔 - 돌담병원
- 대전대학교
- 열정분식소라운지 강남점
- 고갯마루쉼터(오다가다)
- 산정호수

## 수상 경력
- 2020년 제56회 백상예술대상 TV부문 남자 신인 연기상 안효섭
- 2020년 SBS 연기대상 여자 신인연기상 소주연
- 2020년 SBS 연기대상 남자 조연상 김주헌
- 2020년 SBS 연기대상 여자 조연상 진경
- 2020년 SBS 연기대상 장르.액션부문 남자 우수연기상 안효섭
- 2020년 SBS 연기대상 장르.액션부문 여자 우수연기상 이성경

## 시청률
최저 시청률과 최고 시청률은 시청률 조사회사와 지역별로 시청률에 차이가 있을 수 있습니다.
| 2020년      | 2020년      | 2020년         | 2020년         | 2020년       | 2020년 |
| 회차        | 방송일      | TNmS 시청률    | AGB 시청률     | AGB 시청률   |        |
| 회차        | 방송일      | 대한민국(전국) | 대한민국(전국) | 서울(수도권) |        |
| ----------- | ----------- | -------------- | -------------- | ------------ | ------ |
| 제1회       | 1월 6일     | 10.2%          | 10.8%          | 11.4%        |        |
| 제1회       | 1월 6일     | 13.3%          | 14.9%          | 15.5%        |        |
| 제2회       | 1월 7일     | 12.6%          | 13.2%          | 14.3%        |        |
| 제2회       | 1월 7일     | 17.0%          | 18.0%          | 19.3%        |        |
| 제3회       | 1월 13일    | 11.4%          | 11.3%          | 11.8%        |        |
| 제3회       | 1월 13일    | 16.6%          | 17.2%          | 17.7%        |        |
| 제4회       | 1월 14일    | 14.4%          | 15.4%          | 15.8%        |        |
| 제4회       | 1월 14일    | 18.2%          | 19.9%          | 20.6%        |        |
| 제5회       | 1월 20일    | 13.7%          | 14.8%          | 15.1%        |        |
| 제5회       | 1월 20일    | 17.1%          | 17.6%          | 18.0%        |        |
| 제6회       | 1월 21일    | 15.1%          | 15.5%          | 15.9%        |        |
| 제6회       | 1월 21일    | 18.2%          | 18.6%          | 18.9%        |        |
| 제7회       | 1월 27일    | 11.8%          | 13.0%          | 13.7%        |        |
| 제7회       | 1월 27일    | 16.8%          | 18.0%          | 18.3%        |        |
| 제8회       | 1월 28일    | 15.8%          | 16.5%          | 17.0%        |        |
| 제8회       | 1월 28일    | 19.5%          | 20.7%          | 20.9%        |        |
| 제9회       | 2월 3일     | 14.9%          | 14.4%          | 15.3%        |        |
| 제9회       | 2월 3일     | 18.0%          | 18.2%          | 18.5%        |        |
| 제10회      | 2월 4일     | 16.7%          | 17.7%          | 18.5%        |        |
| 제10회      | 2월 4일     | 19.3%          | 20.8%          | 21.8%        |        |
| 제11회      | 2월 10일    | 16.7%          | 17.7%          | 18.9%        |        |
| 제11회      | 2월 10일    | 18.6%          | 20.8%          | 21.5%        |        |
| 제12회      | 2월 11일    | 16.4%          | 17.4%          | 17.8%        |        |
| 제12회      | 2월 11일    | 18.8%          | 21.9%          | 22.1%        |        |
| 제13회      | 2월 17일    | 16.6%          | 21.8%          | 19.3%        |        |
| 제13회      | 2월 17일    | 19.0%          | 22.7%          | 23.9%        |        |
| 제14회      | 2월 18일    | 18.2%          | 19.3%          | 20.2%        |        |
| 제14회      | 2월 18일    | 21.6%          | 23.4%          | 23.8%        |        |
| 제15회      | 2월 24일    | 18.5%          | 21.7%          | 20.8%        |        |
| 제15회      | 2월 24일    | 22.2%          | 23.7%          | 24.5%        |        |
| 제16회      | 2월 25일    | 20.6%          | 21.1%          | 21.9%        |        |
| 제16회      | 2월 25일    | 23.1%          | 25.4%          | 25.6%        |        |
| 제16회      | 2월 25일    | 24.4%          | 27.1%          | 27.2%        |        |
| 평균 시청률 | 평균 시청률 | 17.0%          | 18.3%          | 18.9%        |        |

## OST
- Part.1 백현 - 너를 사랑하고 있어(2020. 1. 7. 발매)
- Part.2 거미 - 너의 하루는 좀 어때(2020. 1. 14. 발매)
- Part.3 찬열, 펀치 - Go away go away(2020. 1. 20. 발매)
- Part.4 헤이즈 - 다 그렇지 뭐(2020. 1. 21. 발매)
- Part.5 양다일 - 사랑 이토록 어려운 말(2020. 1. 27. 발매)
- Part.6 마마무 - 자꾸 더 보고싶은 사람(2020. 1. 28. 발매)
- Part.7 먼데이키즈 - 모르시죠(2020. 2. 3. 발매)
- Part.8 청하 - 나의 그대(2020. 2. 4. 발매)

## 참고 사항
- 시즌 1을 시청했던 수 많은 시청자들의 계속적인 요청에 따라, 3년 간의 공백을 깨고, 후속편으로 기획한 휴먼 메디컬 드라마이다.
- CJ ENM에서 조사한 2020년 2월 1주(2월 3일~2월 9일) 콘텐츠 영향력 지수(CONTENT POWER INDEX) 비드라마 부문에서 236.5점으로 종합순위 5위에 들었다.

## 같이 보기
- 낭만닥터 김사부
- 낭만닥터 김사부 3
- 낭만닥터 김사부 시리즈
- 대한민국의 텔레비전 드라마 목록 (ㄴ)
- 2020년 대한민국의 텔레비전 드라마 목록